# Resolutie 1752 Veiligheidsraad Verenigde Naties
Resolutie 1752 van de Veiligheidsraad van de Verenigde Naties werd op 13 april 2007 unaniem aangenomen door de VN-Veiligheidsraad, en verlengde de VN-waarnemingsmissie in Abchazië met een half jaar.

## Achtergrond
Op de golf van opkomend onafhankelijkheidsstreven van Georgië uit de Sovjet-Unie tegen het einde van de jaren 1980, streefde de Abchazische minderheid in de Abchazische autonome republiek de onafhankelijkheid na, uit angst de autonomie in Georgië te verliezen. Het leidde tot etnische spanningen met de Georgiërs, die in Abchazië de grootste bevolkingsgroep waren.
In 1992 kwam het tot een gewapend conflict, waarbij ook Rusland betrokken raakte, dat het voor de Abchaziërs opnam. Begin 1993 braken zware gevechten uit om de Abchazische hoofdstad Soechoemi. In de zomer van 1993 werd een staakt-het-vuren afgesproken en werd de UNOMIG-waarnemingsmissie opgericht. De val van Soechoemi in september 1993 leidde tot grootschalige etnische zuiveringen tegen de Georgische gemeenschap.

## Inhoud

### Waarnemingen
Er was dringende nood aan economische ontwikkeling in Abchazië om het leven van de door het conflict getroffen gemeenschappen te verbeteren.

### Handelingen
Beide partijen werden opgeroepen de dialoog weer op te nemen en voorgaande akkoorden te respecteren. De Veiligheidsraad bleef het principe van verdeling van bevoegdheden tussen Tbilisi en Soechoemi steunen.
Men verwelkomde de vooruitgang met de uitvoering van resolutie 1716 en riep Georgië op te zorgen dat de situatie in de Kodorivallei in overeenstemming bleef met het Akkoord van Moskou uit 1994. De aanval op dorpen in de Kodori-vallei in de nacht van 11 op 12 maart werd veroordeeld.
Verder werd op beide zijden aangedrongen elkaars veiligheidszorgen ernstig te nemen en het vredesproces niet te verstoren.
Het mandaat van de UNOMIG-waarnemingsmacht in Georgië werd vervolgens verlengd tot 15 oktober 2007. Secretaris-generaal Ban Ki-moon werd gevraagd tijdens deze verlenging de partijen te ondersteunen bij het nemen van vertrouwensmaatregelen en het starten van een dialoog.

## Verwante resoluties
- Resolutie 1666 Veiligheidsraad Verenigde Naties (2006)
- Resolutie 1716 Veiligheidsraad Verenigde Naties (2006)
- Resolutie 1781 Veiligheidsraad Verenigde Naties
- Resolutie 1808 Veiligheidsraad Verenigde Naties (2008)

Lijst ·  1739 ·  1740 ·  1741 ·  1742 ·  1743 ·  1744 ·  1745 ·  1746 ·  1747 ·  1748 ·  1749 ·  1750 ·  1751 ·  1752 ·  1753 ·  1754 ·  1755 ·  1756 ·  1757 ·  1758 ·  1759 ·  1760 ·  1761 ·  1762 ·  1763 ·  1764 ·  1765 ·  1766 ·  1767 ·  1768 ·  1769 ·  1770 ·  1771 ·  1772 ·  1773 ·  1774 ·  1775 ·  1776 ·  1777 ·  1778 ·  1779 ·  1780 ·  1781 ·  1782 ·  1783 ·  1784 ·  1785 ·  1786 ·  1787 ·  1788 ·  1789 ·  1790 ·  1791 ·  1792 ·  1793 ·  1794